# Montse Martínez
Montserrat Martínez González (Castellote, 9 de abril de 1946) es una arqueóloga y maestra española, doctora en Filosofía y Letras (Historia).

## Trayectoria
Montserrat Martínez nació durante la posguerra española. Era hija de un maestro que le transmitió el espíritu de la Institución Libre de Enseñanza. Se decantó por estudiar Magisterio, pero enseguida se dio cuenta de que la Historia Antigua era su pasión. A lo largo de su vida profesional combinó ambas disciplinas ejerciendo de profesora en la Universidad de Zaragoza.
En 1964 se tituló como Maestra en la Escuela Normal de Teruel. Entre 1968 y 1973, estudió Filosofía y Letras (Historia) en la Universidad Literaria de Valencia. En 1973 fue codirectora de la Primera Campaña de excavación del yacimiento iberorromano de La Guardia, en Alcorisa y publicó las conclusiones de su trabajo en Papeles del Laboratorio de Arqueología de la Universidad de Valencia.
En 1987 fue Consejera Científica del Instituto de Estudios Turolenses. En 1990 defendió su tesis doctoral sobre “Cultura ibérica y romanización en la Sedetania Suroriental. Estudio arqueológico”, con calificación "cum laude", dirigida por Carmen Aranegui Gascó.
En 1992, Martínez se convirtió en la primera Vicerrectora del entonces recién creado Campus de Teruel y también fue Vicerrectora de Estudiantes en la Universidad de Zaragoza, Directora de la Universidad de Verano de Teruel, Directora del Instituto de Estudios Turolenses y profesora en la Facultad de Ciencias Sociales y Humanas. Además, fue la primera presidenta del Centro de Estudios Locales de Alcorisa (CELA).
Entre 2004 y 2010, fue Directora del Instituto de Estudios Turolenses, Órgano Científico de la Diputación Provincial de Teruel, adscrito al C.S.I.C. Además, de 2005 a 2007 formó parte de la Comisión de Servicios del Ministerio de Educación, Ciencia y Deportes.
En 2016, se convirtió en Profesora jubilada de la Universidad de Zaragoza. En 2018, se convirtió en Asesora Científica de la revista “Turolenses”. En 2020, comenzó a ejercer como Jueza de Paz titular en la localidad turolense de Alcorisa.

## Reconocimientos
En 2008 fue condecorada con la Cruz de la Orden Civil de Alfonso X el Sabio. En 2023, fue una de las doce aragonesas incluidas por la Diputación Provincial de Teruel en el Calendario de Pioneras.

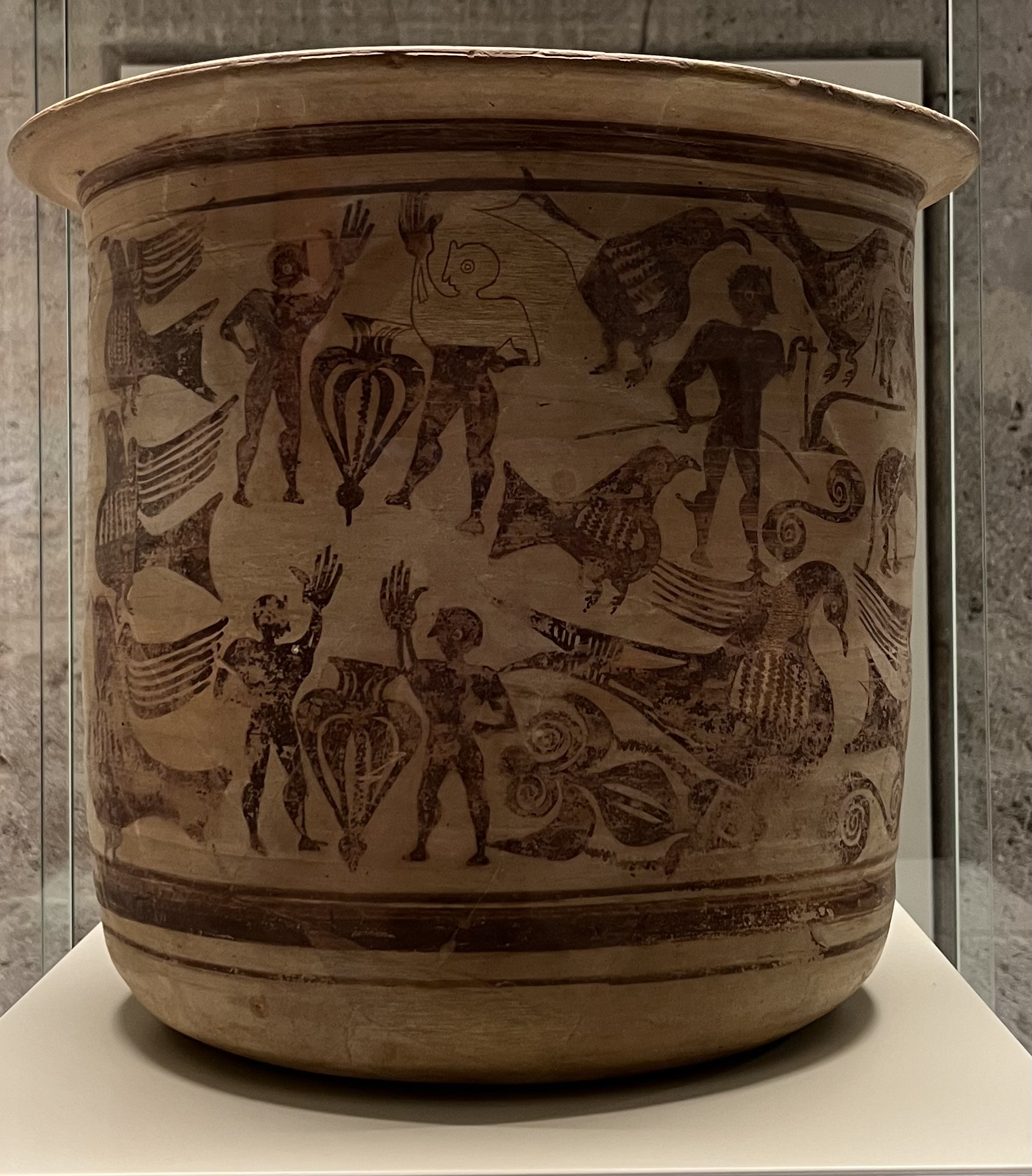
Kalathos descubierto en el yacimiento iberorromano de "La Guardia", en Alcorisa (Teruel)

## Publicaciones

### Artículos de revistas
- El fiscal Javier Zaragoza: una vida al servicio de la justicia. Montserrat Martínez González (entrev.), Javier Alberto Zaragoza Aguado (entrevistado) Revista Turolenses, 2340-1680, Nº. 23, 2023, págs. 42-46.[10]
- Purificación Atrián Jordán: la primera mujer arqueóloga en la provincia de Teruel. Revista de Andorra, 1577-3469, Nº. 20, 2020, págs. 120-128.[10]
- El Proyecto Itaca para el desarrollo formativo del Territorio de las Cuencas Mineras turolenses: ¿realidad o quimera? Revista de Andorra, 1577-3469, Nº. 20, 2020, págs. 154-162.[10]
- La Loma del Cementerio de Los Olmos (Teruel): un punto clave del poblamiento prehistórico para el control del territorio. Revista de Andorra, 1577-3469, Nº. 18, 2018, págs. 164-175.[10]
- Enseñanza: la enseñanza de las Ciencias Humanas o el tejido de Penélope. Cuadernos de arte rupestre: Revista del Centro de Interpretación de Arte Rupestre de Moratalla, 1699-0889, Nº. 8, 2017, págs. 67-72.[10]
- De Mosqueruela a Alcorisa y Teruel, pasando por Roma: itinerario de un vitalista “Teilharciano” Kalathos: Revista del seminario de arqueología y etnología turolense, 0211-5840, Nº 26-27, 2007-2008, págs. 9-15.[10]
- Una artesanía de estampado directo en Mosqueruela (Teruel) Kalathos: Revista del seminario de arqueología y etnología turolense, 0211-5840, Nº1, 1981, págs. 157-178.[10]
- Nota sobre unos hornos de "ginebro" de Alcorisa (Teruel) Teruel: Revista del Instituto de Estudios Turolenses, 0210-3524, Nº 66, 1981, págs.183-188.[10]
- La "Sanantonada" de Mirambel: introducción a su estudio. Teruel: Revista del Instituto de Estudios Turolenses, 0210-3524, Nº 63, 1980, págs. 55-88.[10]
- Excavaciones en el poblado ibérico del "Cabezo de la Guardia" (Alcorisa, Teruel) junto con Purificación Atrián Jordán. Teruel: Revista del Instituto de Estudios Turolenses, 0210-3524, Nº 55-56, 1976 (Ejemplar dedicado a: Homenaje a D. César Tomás Laguia), págs. 59-98.[10]
- El yacimiento ibérico de La Guardia, en Alcorisa (Teruel) Saguntum: Papeles del Laboratorio de Arqueología de Valencia,  2174-517X,  0210-3729, Nº 9, 1973, págs. 71-88.[10]

### Colaboraciones en obras colectivas
- Materiales romanos hallados en los bajos del ayuntamiento de Cella (Teruel). Con Ricardo Alcón Alcón. Homenaje a Purificación Atrián, 1996, 84-86982-61-8, págs.141-166[10]
- Las plantas silvestres y el hombre: aproximación a un tema educativo desde la Etnología. Actas de las Terceras Jornadas sobre el Estado actual de los estudios sobre Aragón celebradas en Tarazona del 2 al 4 de octubre de 1980 / coord. por Agustín Ubieto Arteta, Vol. 1, 1982, 84-600-2227-7, págs.141-146.[10]

### Libros
- Íberos: comarca Andorra-Sierra de Arcos. Con Javier Alquézar, José Antonio Benavente Serrano, Fernando Galve Juan y Jorge Burillo. Diputación General de Aragón, Departamento de Cultura y Turismo, 2018.  978-84-945818-2-3.[10]
- Historia de la ciudad de Teruel. Con José Manuel Latorre Ciria. Diputación Provincial de Teruel, Instituto de Estudios Turolenses, 2014.  978-84-96053-76-2.[10]

### Tesis
- La cultura ibérica y la romanización en la sedetanía sudoriental. Estudio arqueológico. Universitat de València (1990).[10]